# گرگ بزرگ بدجنس
گرگ بزرگ بدجنس (به انگلیسی: The Big Bad Wolf) یک انیمیشن کوتاه است که در تاریخ ۱۳ آوریل ۱۹۳۴ توسط استودیو یونایتد آرتیستز ، منتشر شده‌است. این پویانمایی توسط والت دیزنی و به کارگردانی برت جیلت به عنوان اثری از مجموعه سمفونی احمقانه ساخته شد.